# Bouhatem
Bouhatem (em árabe: بوحاتم) é uma cidade e comuna localizada na província de Mila, Argélia. Segundo o censo de 2008, a população total da cidade era de 20 277 habitantes.